# Barnperspektiv
Barnperspektiv i stort sett all förskoleverksamhet utgår från ett barnperspektiv, en barncentrering där barns intressen är viktiga för verksamheten, men inom forskning skiljer man på barnperspektiv, det vill säga hur vuxna/pedagoger försöker förstå barnens perspektiv och deras behov, och barns perspektiv, där barnens egna tankar, och ord kommer fram och tas tillvara, används för analys och reflektion av både barn och pedagoger. Det innebär att skapa en förståelse för hur ett barns synsätt påverkar dess tankar och handlingar. Inom samhällsplanering syftar begreppet till att synliggöra och utforma den fysiska miljön efter barns behov och förutsättningar.
Barns perspektiv genom att synliggöra barnets meningsskapande och intresse så kan ett barns perspektiv synliggöras. Barnets eget perspektiv innebär hur barnet själv upplever något. Ett barns perspektiv kan bli synligt genom att följa och samtala med barnet för att synliggöra det meningsfulla för barnet, vilket innebär att försöka förstå hur barnet uppfattar och upplever en händelse. Det går aldrig att sätta sig in helt vad någon annan människa tänker eller känner men att försöka skapa sig en förståelse är möjligt. Den vuxne måste välja att inta ett barns perspektiv. Ett barns perspektiv innebär att skapa en respekt och hänsyn till barnet samt att skapa en förståelse för barns meningsskapande.

## Historik
År 1924 skapade Eglantyne Jebb, Rädda Barnens grundare, en deklaration om barns rättigheter, där fem grundläggande punkter för barns rättigheter tas upp. En början till ett paradigmskifte kan ses 1989 i barnkonventionen som är ett lagligt bindande dokument som övervakas av FN:s barnrättskommitté. Ett barn har rätt till en egen åsikt och ska kunna uttrycka den. Beroende på barnets ålder ska åsikten beaktas. Varje barn har rätt till ett privatliv som ska respekteras. Rätt till yttrandefrihet, att tänka, tycka och uttrycka sina åsikter står i konventionen. Barn har i jämförelse med vuxna tidigare setts som maktlösa, mindervärdiga och outvecklade. De skulle fyllas med dumheter. Enligt tidigare forskning utgick man från barns utveckling. Efter senare delen av 1990 talet utgår man från ett barns perspektiv i forskning, där barnen ses som aktiva och kompetenta.